# Carlos Luz
Carlos Coimbra da Luz (tiếng Bồ Đào Nha: [kaɾlus koābrɐ da lus], 4 tháng 8 năm 1894 - 9 tháng 2 năm 1961) là một chính trị gia Braxil.
Sau cuộc khủng hoảng chính trị từ sau vụ Getúlio Vargas tự tử vào năm 1954, Carlos Luz xếp vị trí thứ hai trong số ba vị tổng thống lãnh đạo Brasil với thời gian ngắn ngủi là 16 tháng. Vào thời gian nằm viện của Tổng thống Café Filho, ông là chủ tịch hạ viện, và vì thế là người kế nhiệm của Tổng thống, vì Filho là Phó tổng thống dưới quyền Vargas. Luz đứng đầu chính phủ chỉ có ba ngày vào tháng 11 năm 1955 và được thay thế bởi Bộ trưởng Bộ Quốc phòng Teixeira Lott vì lo ngại rằng Luz có thể ủng hộ âm mưu ngăn cản Tổng thống đắc cử Juscelino Kubitschek lên nắm quyền.
Tính đến năm 2022, Luz vẫn là vị tổng thống giữ chức ngắn nhất lịch sử Brasil.